# Club Haydn

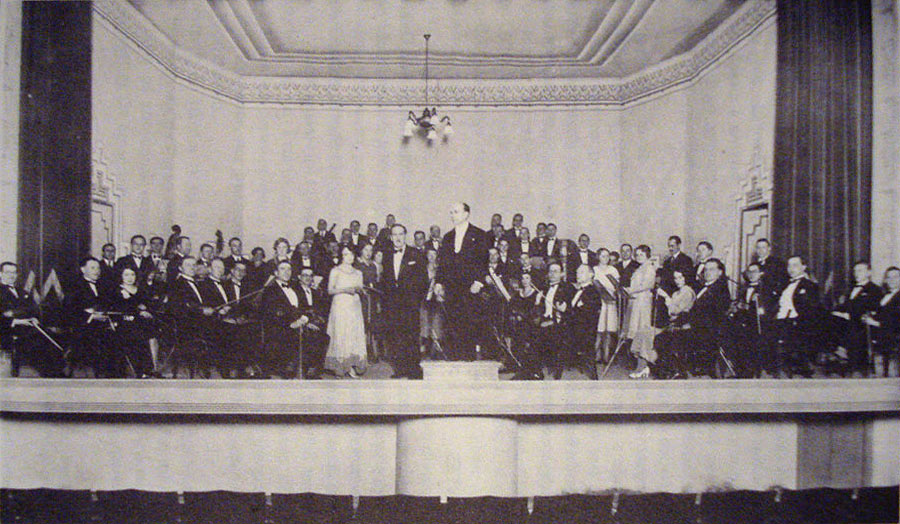
Concerto do Club Haydn em 1931

O Club Haydn foi uma das mais importantes associações musicais do Rio Grande do Sul, Brasil, na primeira metade do século XX, estando sediado em Porto Alegre.
Foi fundado em 31 de maio de 1896 por Severiano Carneiro do Rego, liderando um grupo de intelectuais e amantes da música que incluía Aquiles Porto Alegre, Mário Totta e Olinto de Oliveira, com o nome de Instituto Musical Porto-Alegrense, mas logo no ano seguinte alterou sua denominação. Seu primeiro concerto foi dado em 2 de abril de 1897, com obras de Domenico Scarlatti, Joseph Haydn, José de Araújo Vianna, Carl Maria von Weber, Carlos Gomes e Charles Dancia.
Inicialmente os concertos eram uma miscelânea de peças para pequena orquestra ou grupo de câmara, mas gradualmente abandonou esse modelo em direção a programas mais ambiciosos, especialmente com a expansão do número de integrantes, que em seu apogeu chegou a perto de cinquenta, e com a contratação de regentes alemães de sólida formação.
Em 1908 o Club contratou para a regência Max Beutler, que até 1921 liderou a orquestra, a qual foi o único grupo sinfônico estável da cidade por muitos anos. Seu repertório abrangia um largo espectro de épocas, formas e estilos, mas privilegiou a música sinfônica clássico-romântica alemã e as óperas. Também oferecia aulas gratuitas de música para seus associados.
Beutler foi sucedido por outro alemão, Max Brückner, que também deu aulas no Conservatório do Instituto de Belas Artes, regeu diversos outros grupos independentes e deixou um bom número de composições próprias, com predileção pelo gênero do lied. Com ele o Club Haydn conheceu seus dias mais felizes, dando centenas de récitas de alto gabarito e iniciando uma prática de música erudita cercada de seriedade, prestigiando a música como uma arte autônoma, quando até então as apresentações musicais eram acima de tudo um acontecimento social e não tanto artístico. Suas atividades contribuíram para uma notável dinamização do circuito musical e cultural porto-alegrense. Uma notícia no Jornal do Dia de 1948 dizia:
"Com casa inteiramente lotada, efetuou o veterano Club Haydn, anteontem, no Theatro São Pedro, seu último concerto da presente temporada, encerrando assim vitoriosamente mais uma de suas gloriosas realizações musicais, que já se tornaram uma tradição entre os amantes da boa música. Aliás, uma grande massa de ouvintes sempre tem prestigiado esses concertos do Club Haydn, cuja meritória atividade, em prol da educação musical do nosso meio através de mais de meio século constitui um dos capítulos mais fecundos dos fastos artísticos porto-alegrenses.
Sua última apresentação como entidade independente se deu em 5 de novembro de 1956, no Theatro São Pedro. Depois foi absorvido pela Sociedade de Ginástica Porto Alegre, tornando-se um órgão daquela agremiação e perdendo brilho e vigor artísticos. Suas atividades encerraram definitivamente em 13 de novembro de 1968, mas nesta altura já era um grupo apagado. Parte de seus membros integraram a Orquestra Sinfônica de Porto Alegre em formação.